# 1745 en arts plastiques
| Années des arts plastiques : 1742 - 1743 - 1744 - 1745 - 1746 - 1747 - 1748    |
| Décennies des arts plastiques : 1710 - 1720 - 1730 - 1740 - 1750 - 1760 - 1770 |

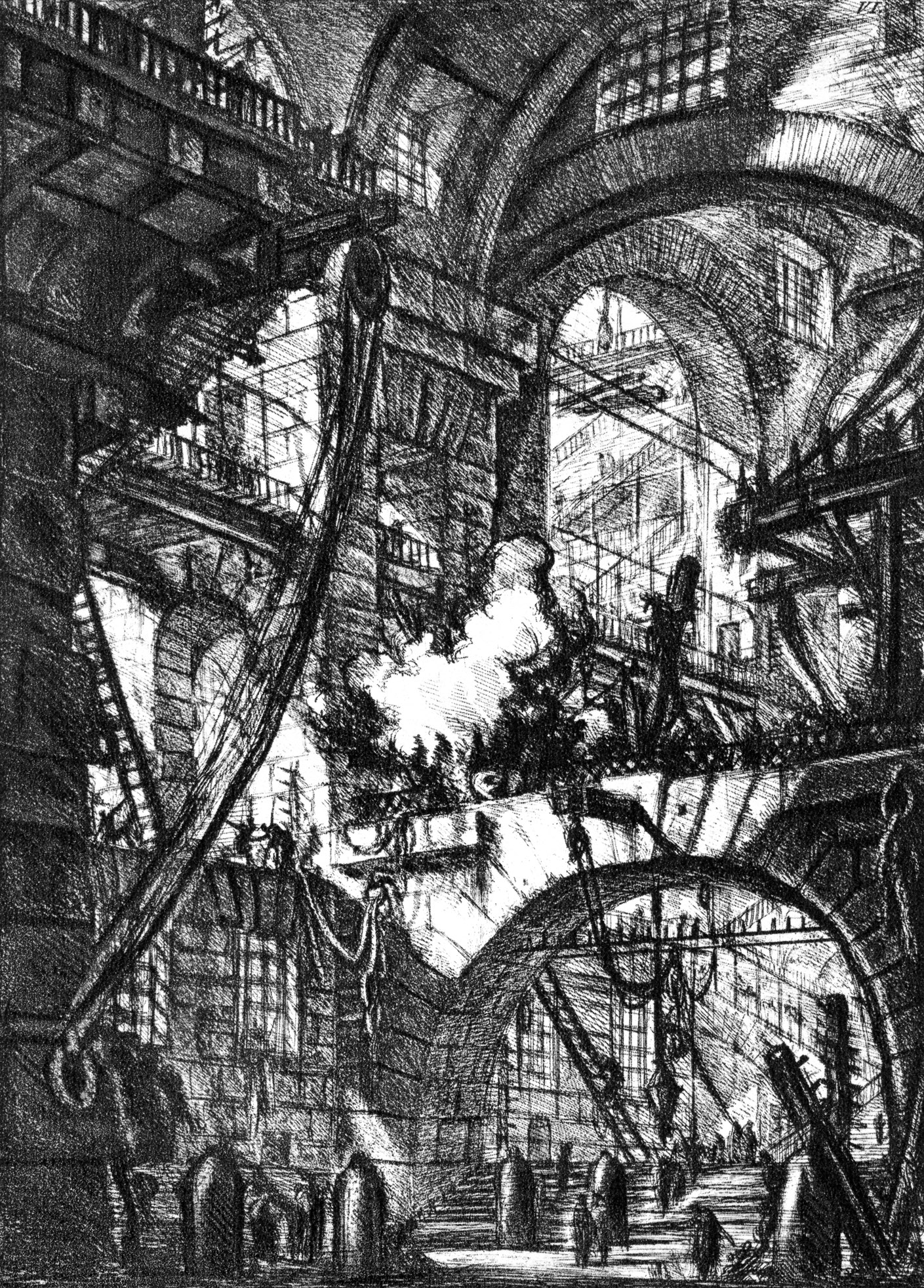
les prisons imaginaires de Giovanni Battista Piranesi.

Cette page concerne l'année 1745 en arts plastiques.

## Naissances
- 12 février : Victor-Marie Picot, graveur français († 17 janvier 1802),
- 12 mars : Egbert van Drielst, peintre néerlandais († 4 juin 1818),
- 24 mars : Gabriel-Narcisse Rupalley, peintre français († 7 mars 1798),
- ? mars : Giovanni Bellati, peintre italien († 12 juin 1808),
- 1er avril : Nicolas Perseval, peintre français († 10 mai 1837),
- 14 avril : Pierre Lacour, peintre français († 28 janvier 1814),
- 28 juin : August Friedrich Oelenhainz, peintre allemand († 5 novembre 1804),
- 6 juillet : Jean-Joseph Taillasson, peintre, dessinateur et critique français († 11 novembre 1809),
- 15 juillet : Jean-Pierre Norblin de La Gourdaine, peintre, dessinateur, graveur et caricaturiste français naturalisé polonais  († 23 février 1830),
- 20 août : Vincenzo Brenna, architecte, décorateur et peintre suisse-italien († 17 mai 1820),
- 6 octobre : Franciszek Smuglewicz, dessinateur et peintre polono-lituanien († 18 septembre 1807),
- 22 octobre : Jean-Baptiste Huet, peintre français († 22 août 1811),
- 20 novembre : Pierre-Michel de Lovinfosse, peintre liégeois († 4 avril 1821),
- Date précise inconnue :
  - Francesco Pannini, peintre italien et éditeur d'estampes, actif à Rome († 1812),
  - Francesco Tironi, peintre italien († 1797),
  - Gaetano Vascellini, graveur italien († 1805),
- Vers 1745 :
- Simeon Lazović, peintre serbe († 1817).

## Décès
- 27 janvier : Jean Le Gros, peintre français (° 3 octobre 1671),
- 13 juin : Domenico Antonio Vaccaro, sculpteur, architecte et peintre baroque italien de l'école napolitaine (° 3 juin 1678),
- 28 juin : Giovanni Maria delle Piane, peintre baroque italien de l'école génoise (° 1660),
- 19 décembre : Jean-Baptiste van Loo, peintre français (° 11 janvier 1684),

- ? :
  - Pietro Giovanni Abbati, peintre italien (° 1683),
  - Johan Richter, peintre de vedute né à  Stockholm et mort à Venise (° 1665),

- Après 1745 :
- Giuseppe Menabuoni, graveur et peintre italien (° vers 1708).